# Vườn quốc gia Laiwangi Wanggameti
Vườn quốc gia Laiwangi Wanggameti nằm trên đảo Sumba ở Indonesia. Tất cả các kiểu rừng tồn tại trên đảo này đều có thể được tìm thấy trong vườn quốc gia. Một số loài thực vật đặc hữu được bảo vệ trong vườn quốc gia có thể kể đến trâm, hoa sữa, sung, quế quan, lát khét, trôm, cọ phèn, chây.
Các loài động vật đáng chú ý gồm khỉ đuôi dài, lợn rừng, kỳ đà hoa, trăn Timor, gà rừng lông đỏ, bồ câu xanh Sumba, Cun cút Sumba, Đớp ruồi Sumba.

## Lịch sử
Các ghi chép lịch sử về các cuộc khảo sát các loài chim trên đảo Sumba thì chúng được nhóm thành hai giai đoạn dựa trên các sự kiện giành độc lập của Indonesia. Cụ thể là trước và sau khi giành độc lập.